# Separate Ways (Worlds Apart)
Separate Ways (Worlds Apart) é uma canção da banda de rock norte-americana Journey, do álbum Frontiers. Lançado em 5 de fevereiro de 1983, o single subiu para a oitava posição na Billboard Hot 100 e ficou lá por seis semanas consecutivas. Também foi #1 na Mainstream Rock Tracks durante 4 semanas 
A canção foi escrita por Steve Perry e Jonathan Cain. Ao contrário da maioria das músicas da época de Journey, Separate Ways é um ritmo rápido e pesado, movido pela guitarra agressiva de Neal Schon.
Também foi feita uma versão ainda mais agressiva dessa canção num ritmo de power metal pelo cantor André Matos, lançada no álbum Time to Be Free.
A música faz parte da trilha sonora de Stranger Things da Netflix. 

## Paradas musicais

### Paradas semanais
| Parada (1983)                             | Melhor posição |
| ----------------------------------------- | -------------- |
| Australian Kent Music Report              | 93             |
| Canadian RPM Top Singles                  | 11             |
| Polish Singles Chart                      | 15             |
| South African Singles Chart               | 17             |
| U.S. Billboard Hot 100                    | 8              |
| U.S. Billboard Hot Mainstream Rock Tracks | 1              |
| U.S. Cashbox Top 100                      | 9              |

### Paradas de fim de ano
| Parada (1983)            | Posição |
| ------------------------ | ------- |
| Canadian RPM Top Singles | 73      |
| U.S. Billboard Hot 100   | 38      |
| U.S. Cashbox Top 100     | 60      |